# Panzerjäger 90
Der Panzerjäger 90 ist ein auf dem Radschützenpanzer Mowag Piranha aufgebauter Raketenjagdpanzer, der seit 1990 bei der Schweizer Armee im Einsatz ist und seit 2019 sukzessive ausser Dienst gestellt wird.
Er ersetzte die veralteten rückstossfreien Geschütze des Typs 10,6 cm rsf Pak 58 (US-Bezeichnung M40 BAT).
Mit 310 Fahrzeugen wurden 31 Panzerjägerkompanien gebildet. Davon wurden 28 der Infanterie (davon drei in den Gebirgsdivisionen) und drei den Mechanisierten und Leichten Truppen (Radfahrerregimenter) zugewiesen.
Beim Panzerjäger 90 handelt es sich um einen Mowag Piranha IB 6×6, auf dem ein drehbarer Ein-Mann-Waffenturm vom Typ ALT aus Norwegen installiert ist. Am Waffenturm sind zwei Startvorrichtungen für TOW-Panzerabwehrlenkwaffen montiert. Weiter sind am Waffenturm acht 7,6-cm-Nebelwerfer angebracht. Im Fahrzeuginneren sind 10 BGM-71D TOW-2 gelagert, welche mit einer halbautomatischen Ladevorrichtung in den Waffenturm geladen werden. Für die 310 Panzerjäger 90 beschaffte die Schweizer Armee 12'000 TOW-Lenkwaffen.
Die fünfköpfige Besatzung besteht aus Fahrer, Kommandant, Schütze, Ersatzschütze und Gefechtsordonnanz.
Aufgrund seiner leichten Panzerung kann sich der Panzerjäger nicht auf Duelle mit Kampfpanzern einlassen. Sein einziger Vorteil ist die grosse Reichweite der Lenkwaffe, welche maximal 3,75 km beträgt. Die TOW-Lenkwaffe kann unabhängig von der Distanz 900 mm Panzerstahl durchschlagen. Der Einsatz sah vor, dass das Fahrzeug getarnt wartet, bis der Gegner in Reichweite ist. Nach Bekämpfung des Ziels sollte es sich danach sofort unter Nebelwurf zurückziehen.
Auf Grund eines fehlenden Maschinengewehres ist er auch durch Infanterie leicht angreifbar. Sein einziger Schutz sind seine hohe Beschleunigung sowie seine Nebelwerfer. Ab 2006 wurden 160 Stück des Pzj 90 zu Kommandopanzern umgebaut.
Mit dem Rüstungsprogramm von 2018 wurde die Ausserdienststellung der verbliebenen Panzerjäger beantragt.